# Renault Twingo
Renault Twingo je malý osobní automobil určený především do městského provozu, který vyrábí francouzská automobilka Renault. Vůz byl veřejnosti představen v roce 1992 na pařížském autosalonu Mondial de l'Automobile a jeho výroba začala v roce 1992. Díky svému netradičnímu designu z Polského konceptu FSM Beskid se záhy stal populární po celé Evropě.

## První generace (1992–2012)
Vůz Renault Twingo navrhl hlavní návrhář automobilky Renault Patrick le Quément. Vzhledem se poněkud podobá polskému prototypu Beskid, z něhož prý návrh vycházel. Název Twingo vznikl kombinací slov Twist, Swing a Tango, což mělo podpořit atraktivní image celého vozu.
Přístrojová deska byla hned zpočátku výroby vybavena rychloměrem, měřičem paliva, hodinami a počítadlem ujetých kilometrů, jež se dalo vymazat stisknutím tlačítka na konci pravé páčky na stěrače pod volantem. Auto mělo posuvná zadní sedadla. 

Celá první generace Twinga byla vybavena čtyřválcovým benzinovým motorem. První dostupný motor byl 1,2litrový 55 hp (40,5 kW) motor OHV, posléze nahrazený 1,2litrovým motorem OHC s 60 hp (43,5 kW). Další motor 1,2 16V OHC, dodávaný od roku 2000, měl výkon 75 hp (56 kW).
Řadu částí vozu mělo Twingo společné s dalšími automobily Renault.
První generace Renaultu Twingo se vyráběla v letech 1993 – 2012, což je mnohem déle, než činí obvyklý sedmiletý cyklus jednotlivých modelů. Během té doby prodělala třikrát facelift, a to v letech 1998, 2000 a 2004. 

Twingo se vyrábělo ve Francii od roku 1992 a v Kolumbii a Uruguayi od roku 1999 do 2002. Výroba první generace ve Flins ve Francii byla zastavena 28. června 2007, ve Sofasa v Kolumbii se vůz vyrábí pro jihoamerický trh dodnes.. Celkem bylo do 30. června vyrobeno 2 478 648 aut

### Elektrická verze
Elektrická verze vozu Renault Twingo byla představena na autosalonu v Ženevě v roce 2006 a používala baterie typu Zebra.

### Časová osa
- Duben 1993 – začátek výroby jedné verze ve čtyřech barvách a s cenou 55 000 FF
- Červen 1994 – nové barvy a malé změny v interiéru
- Říjen 1994 – model s poloautomatickou převodovkou
- Září 1995 - Twingo Easy – první z mnoha speciálních edicí, dostupné airbagy
- Červenec 1996 – nový motor 1149 cm³ z Renaultu Clio nahradil předchozí motor z Renaultu 5, řada zlepšení včetně třetího brzdového světla
- Červenec 1998 – první velká přestavba – úprava interiéru a palubní desky a též předku a zadního světla
- Září 2000 – druhá přestavba – větší 14" kola, upravené dveře s většími kapsami, před řadicí pákou držák na pití
- Prosinec 2000 – 1,2 litrový 16ventilový motor s výkonem 75 hp
- Duben 2001 – poloautomatická převodovka Quickshift
- Září 2002 – nový interiér a kryty kol
- Září 2004 – třetí přestavba
- Červen 2007 – Výroba a prodej ve Francii ukončeny, nahrazeno twingem druhé generace

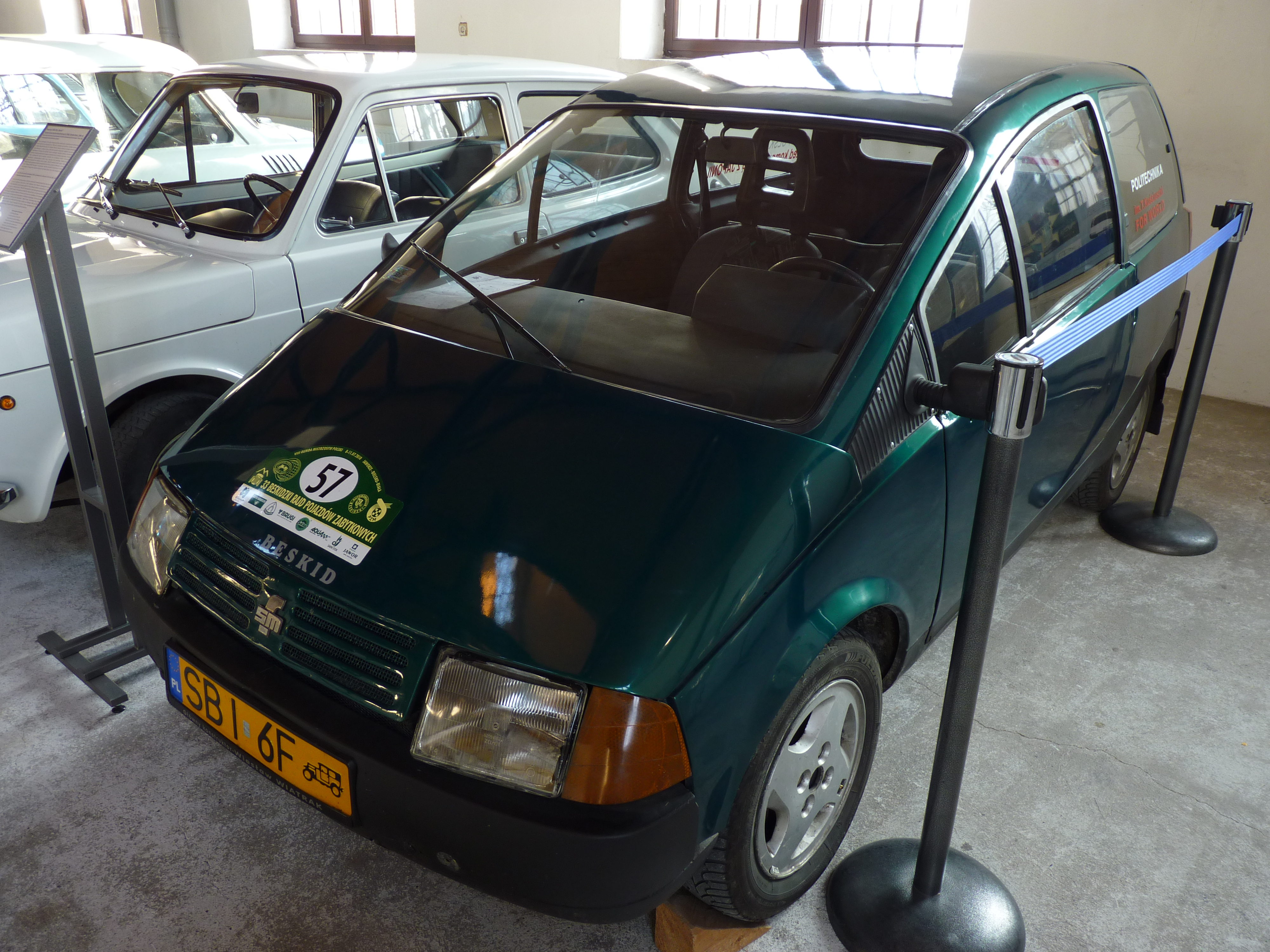
Prototyp FSM Beskid 106 (1982)
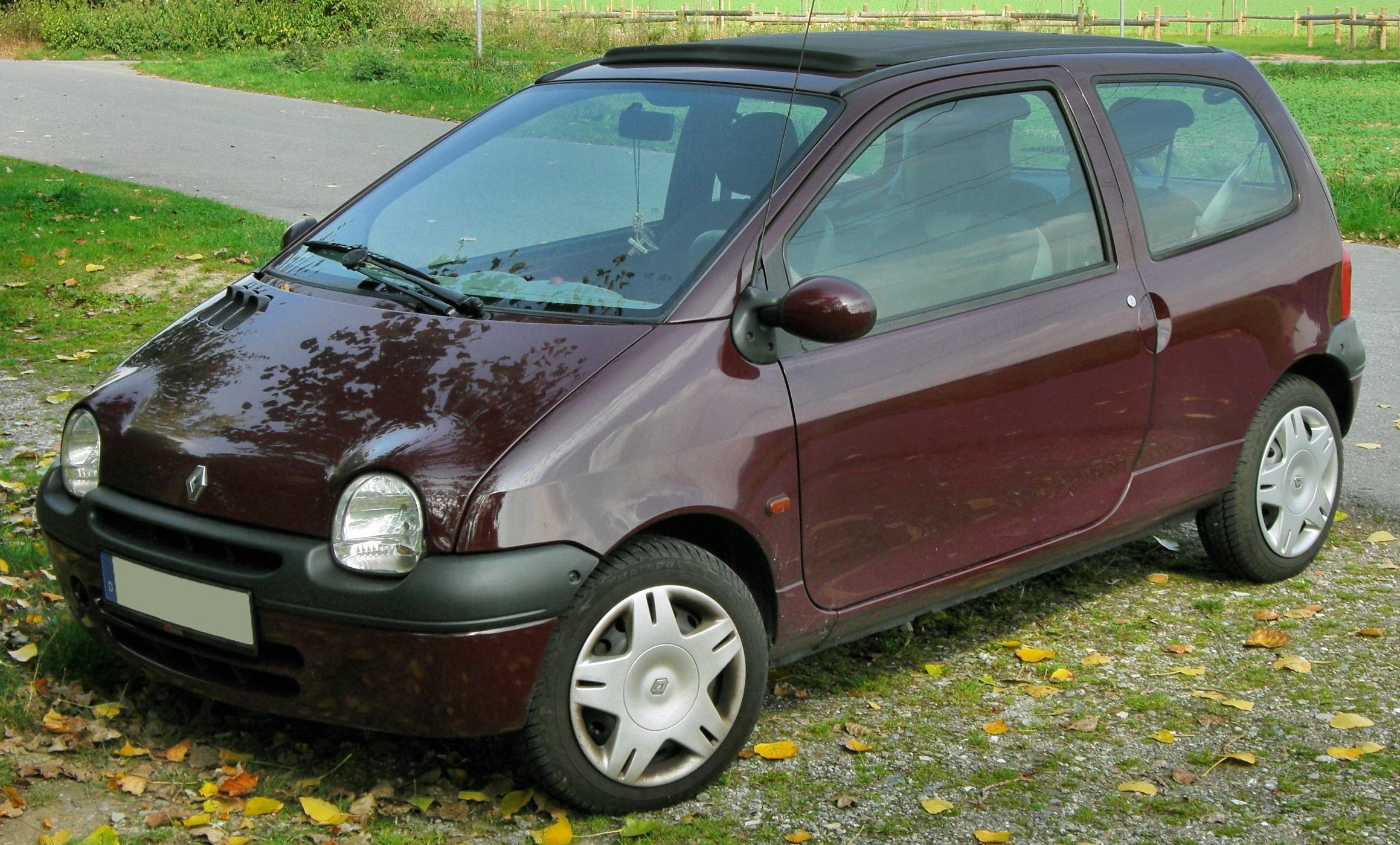
I přes několik faceliftů se karoserie Twinga nezměnila, viditelnou změnou tak je především čirá optika předních světlometů
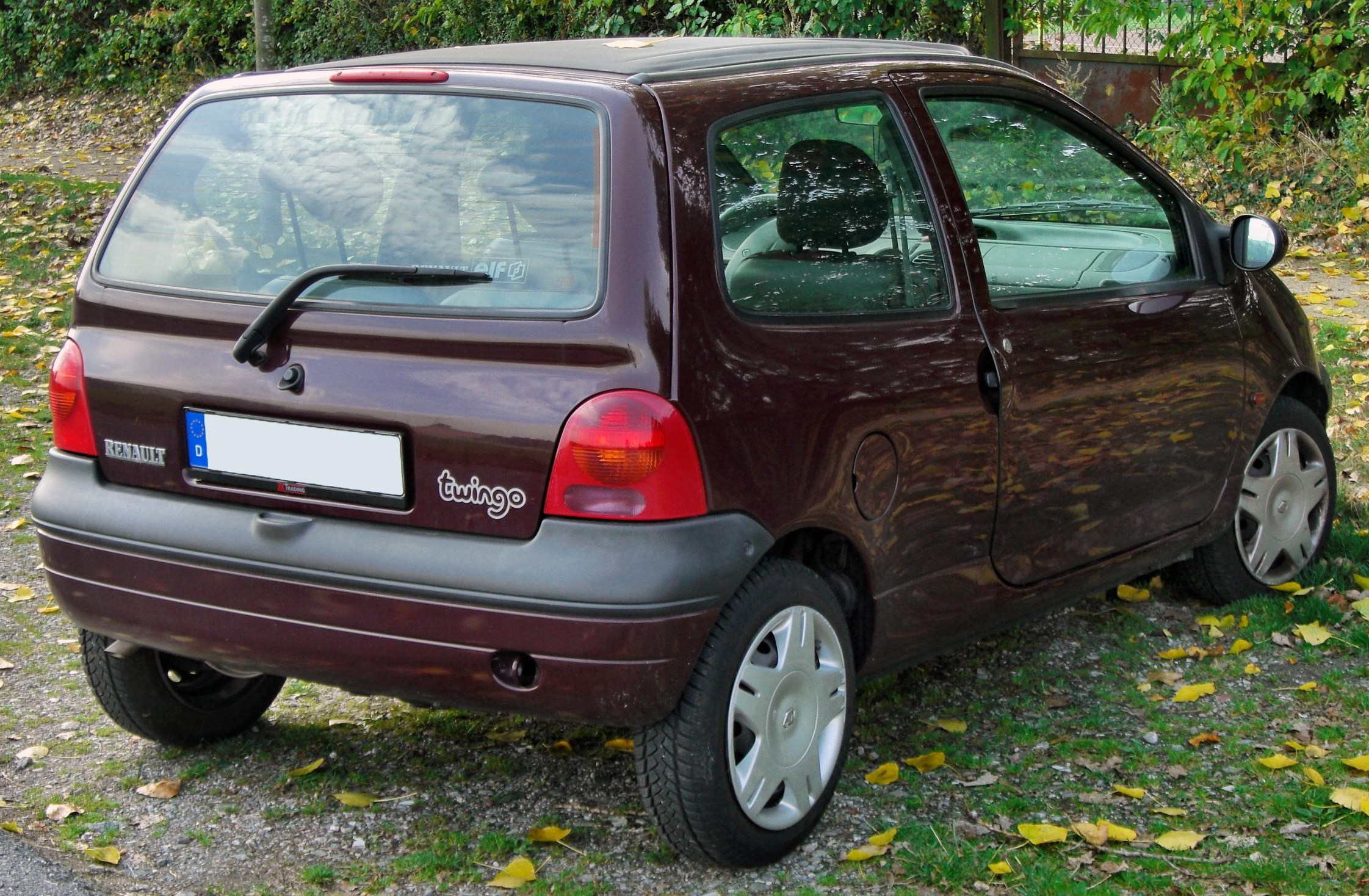
Twingo zezadu

## Druhá generace (2007–2014)
Také automobil Renault Twingo druhé generace navrhl stejně jako vůz první generace hlavní návrhář automobilky Patrick le Quément.
Automobil byl veřejnosti představen v roce 2006 na pařížském autosalonu Mondial de l'Automobile.
Je postaven na podvozku vozu Renault Clio Mark II, se zvýšeným důrazem na bezpečnost cestujících.
Vozy druhé generace se od roku 2007 vyráběly ve Slovinsku.

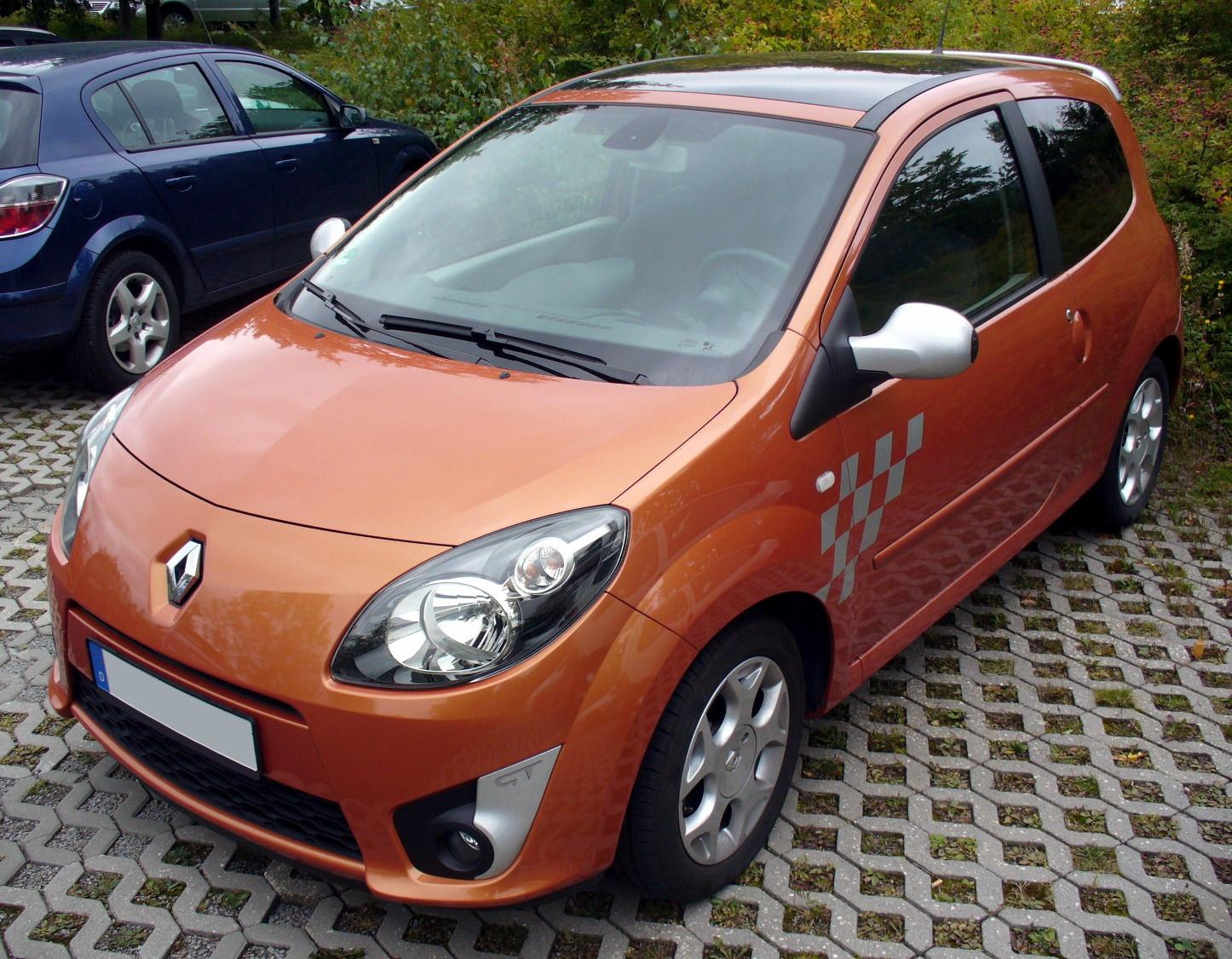
Renault Twingo GT
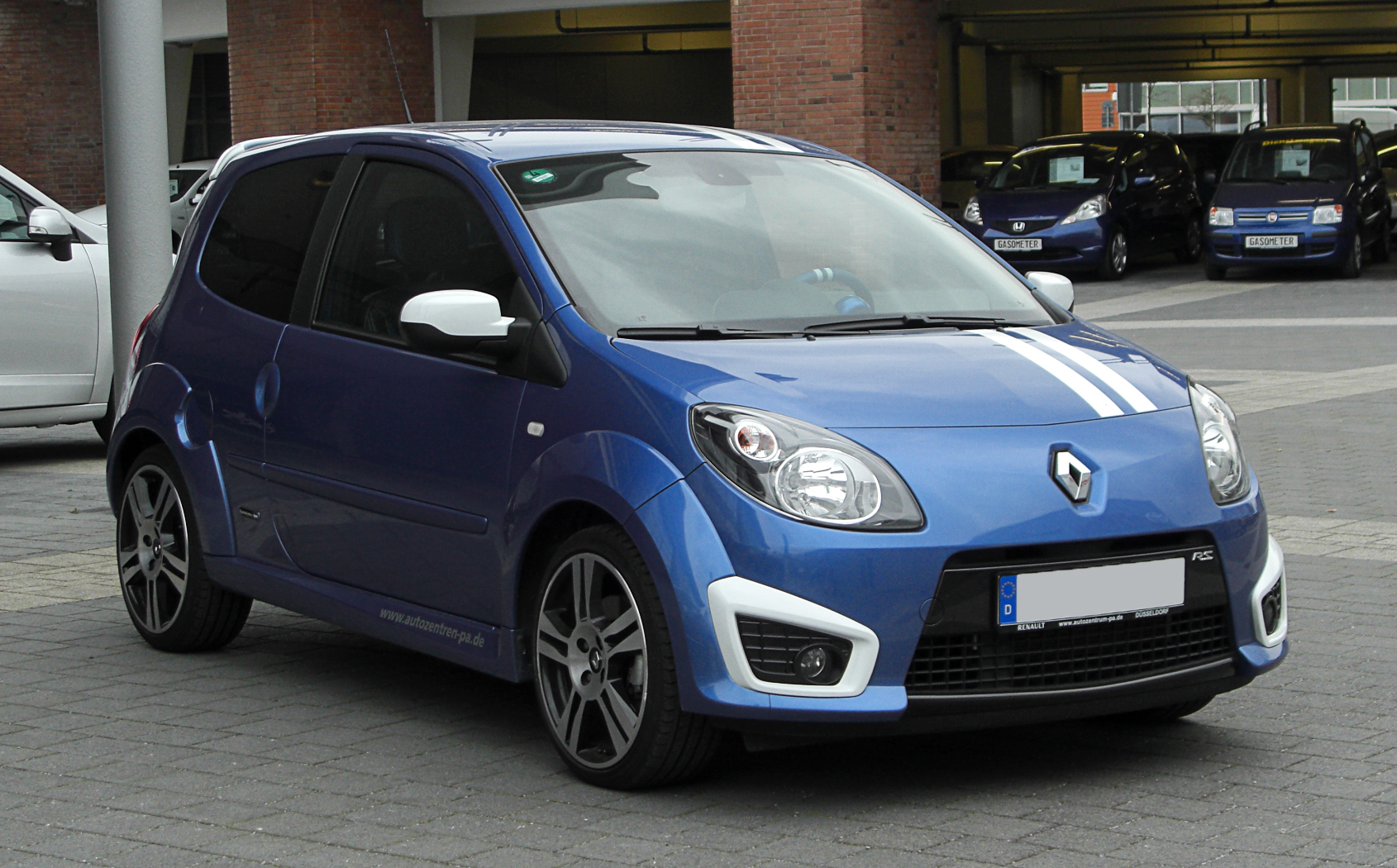
Renault Twingo RS Gordini
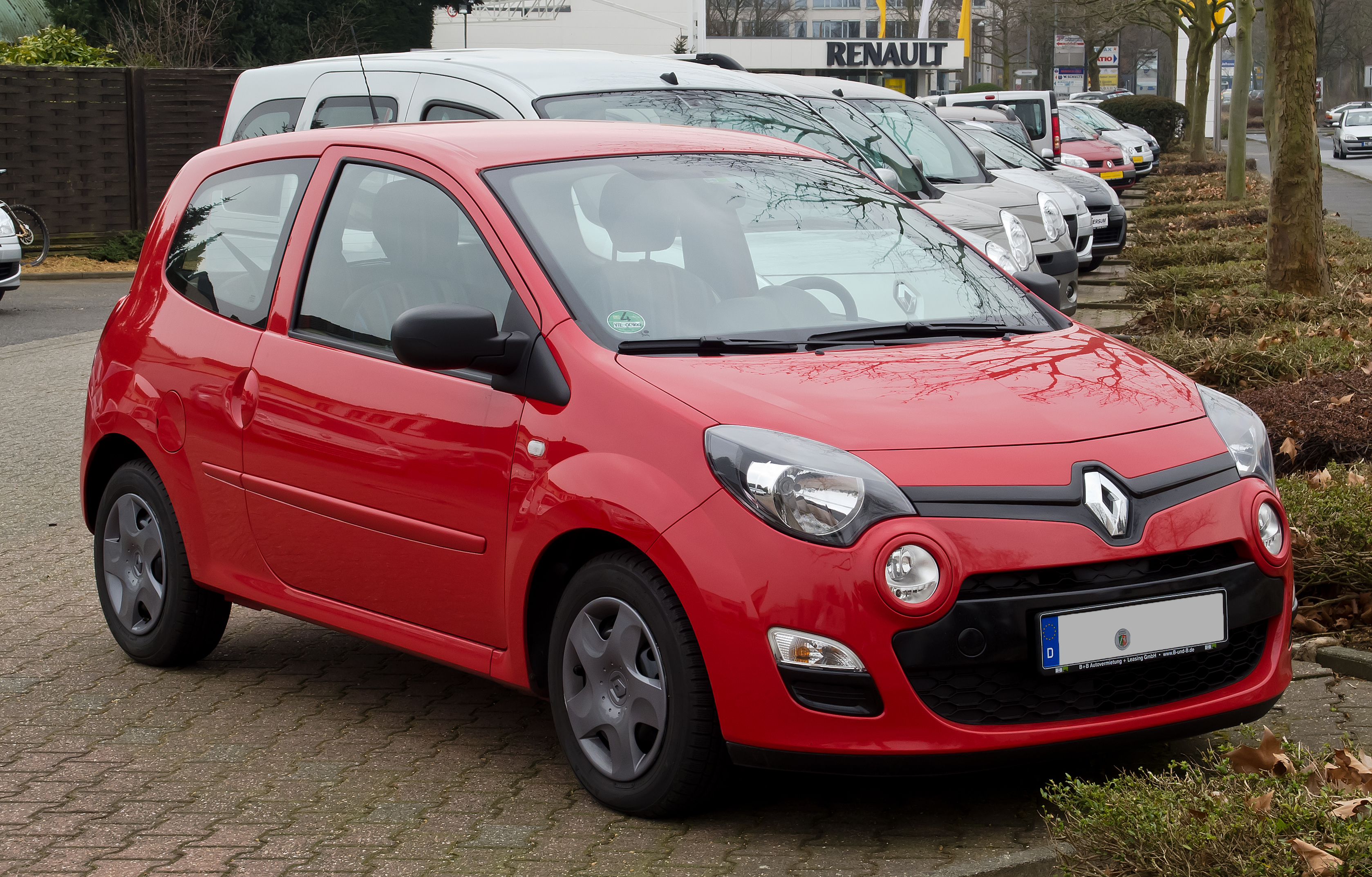
Twingo po faceliftu (2011)

## Třetí generace (2014–2021)

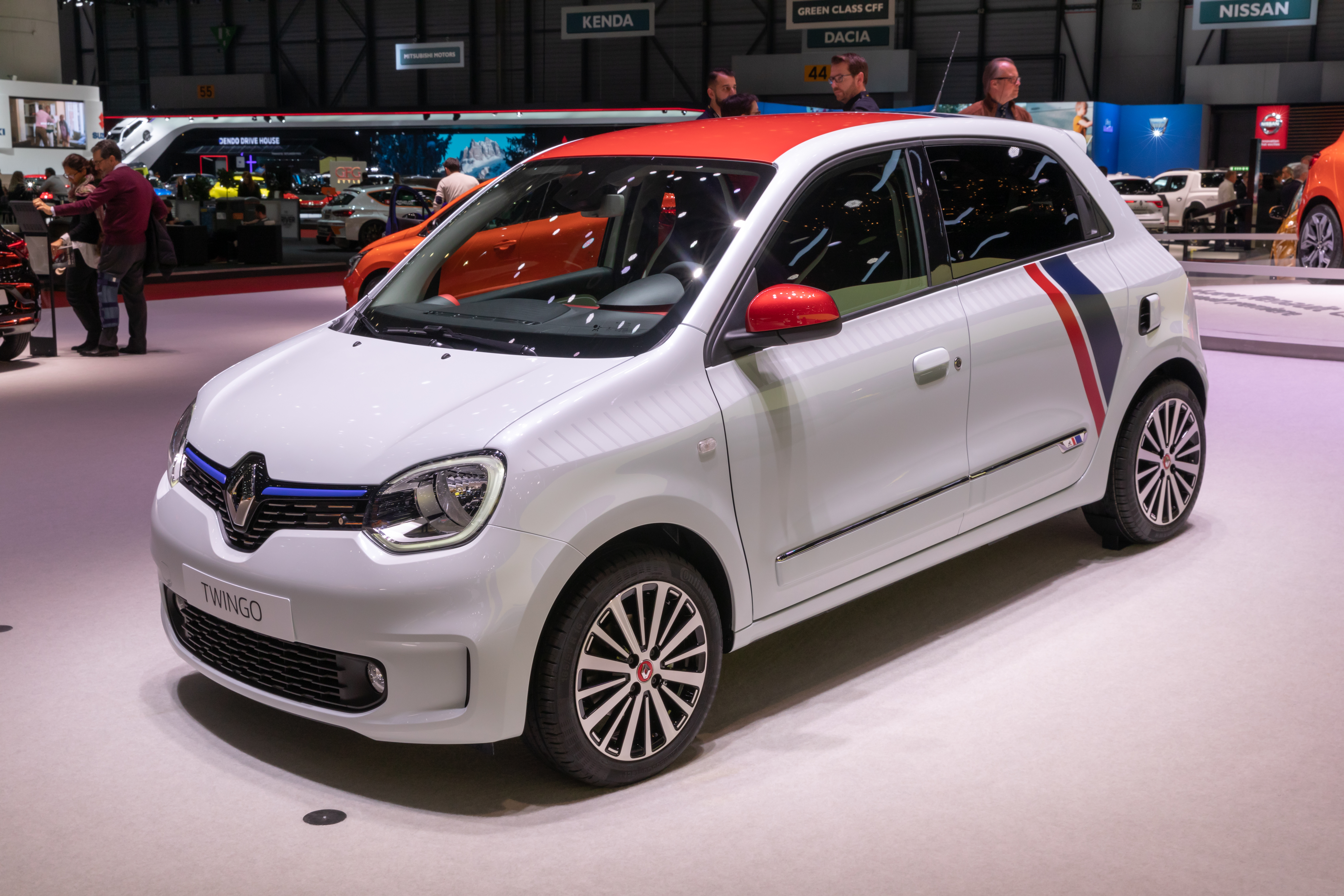
Renault Twingo III (2019)

V roce 2014 minivůz Twingo nastoupil již ve třetí generaci, a to tentokrát výhradně v pětidveřové verzi a s pohonem na zadní kola. Technický základ byl nově sdílen s modelem Smart ForFour, a to v rámci spolupráce mezi aliancí Renault-Nissan a koncernem Daimler.
V roce 2018 se Renault Twingo III přestal prodávat na českém trhu, a to kvůli malému zájmu. V Evropě však pokračuje, a to rovněž v čistě elektrické verzi Twingo Z.E. 